# Municipio de Copeland (Estados Unidos)
El municipio de Copeland (en inglés: Copeland Township) es un municipio ubicado en el condado de Gray en el estado estadounidense de Kansas. En el año 2010 tenía una población de 552 habitantes y una densidad poblacional de 2,36 personas por km².

## Geografía
El municipio de Copeland se encuentra ubicado en las coordenadas 37°34′40″N 100°36′26″O / 37.57778, -100.60722. Según la Oficina del Censo de los Estados Unidos, el municipio tiene una superficie total de 233.82 km², de la cual 233,47 km² corresponden a tierra firme y (0,15 %) 0,35 km² es agua.

## Demografía
Según el censo de 2010, había 552 personas residiendo en el municipio de Copeland. La densidad de población era de 2,36 hab./km². De los 552 habitantes, el municipio de Copeland estaba compuesto por el 96,56 % blancos, el 0,91 % eran afroamericanos, el 0,18 % eran amerindios, el 0,18 % eran asiáticos, el 1,99 % eran de otras razas y el 0,18 % eran de una mezcla de razas. Del total de la población el 8,15 % eran hispanos o latinos de cualquier raza.